# گورستان چشمه قنبر
قبرستان چشمه قنبر (۱۱۳ - H) مربوط به عصر برنز است و در شهرستان هرسین، روستای زازرم علیا واقع شده و این اثر در تاریخ ۲۴ فروردین ۱۳۸۲ با شمارهٔ ثبت ۸۱۷۱ به‌عنوان یکی از آثار ملی ایران به ثبت رسیده است.